# 東武本線

東武本線と東武東上線

東武本線（とうぶほんせん）とは、東武鉄道の鉄道路線のうち、伊勢崎線・日光線とそれらに接続する路線の総体である。
「東上線」（東上本線・越生線）を除いた東武鉄道の鉄道各線を指し、離れている2つの路線網を便宜上区別するために使用される概念の1つである。
実際に「東武本線」という名称の路線は存在せず、本線格の伊勢崎線（東武スカイツリーライン）・日光線の別称でもない。

## 概要

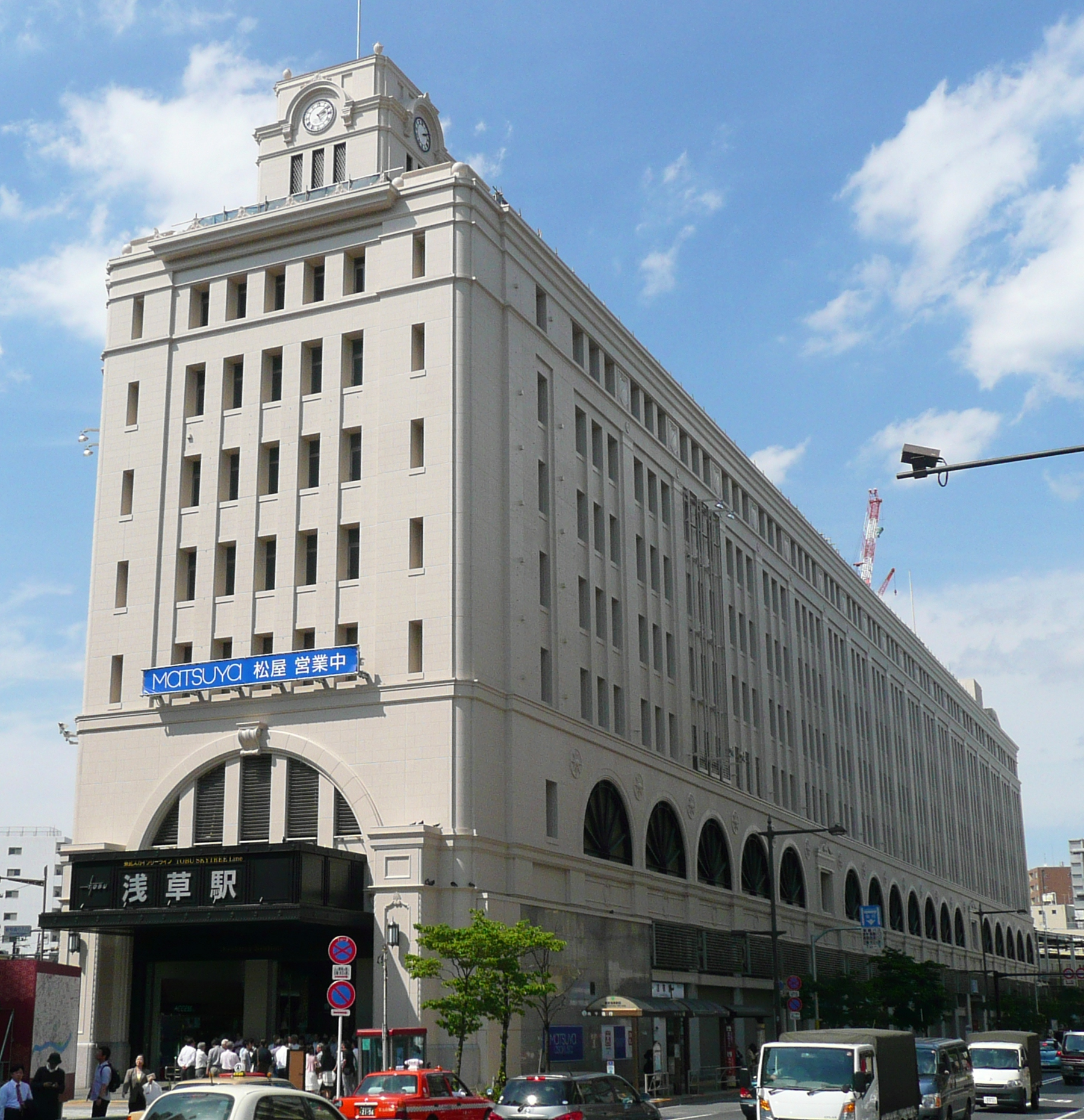
本線の旗艦ターミナル浅草駅

1920年に東武鉄道と東上鉄道が対等合併し、互いに接続しない路線網を持つことになった。この際旧東上鉄道線を「東上線系」とした一方、当時存在していた軌道線や熊谷線などの独立路線を除く元々の東武鉄道線を「本線系」と区別したものである。
その後、軌道線が廃止され、1983年に東武最後の独立線区となっていた熊谷線が廃止されて以降は、東上本線・越生線以外の路線を「本線」として総称している。以前は「本線」のみを指して「東武線」とする場合もあったが、現在ではあまり例がない。また、伊勢崎線・日光線など東武の幹線を指す概念でもない。

## 路線
東京の浅草駅・押上駅をターミナルとし、日光・鬼怒川温泉・宇都宮・桐生・伊勢崎・佐野・小泉・野田・亀戸・西新井大師方面へ路線が拡がる。その範囲は東京・埼玉・千葉・群馬・栃木の1都4県にわたる。
伊勢崎線・日光線を軸として各線が接続し、亀戸線・大師線を除く全線で複数の路線を跨ぐ直通運転が行われており、亀戸・大師線も車両の共通運用がなされている。
東日本旅客鉄道・東京地下鉄・東急電鉄・野岩鉄道・会津鉄道の各社線と直通運転（相互・片）を行っており、また、有料・座席指定の特急列車も運行されるなど、関東地方から東北地方南部にかけての広域鉄道網の一翼を担う。
駅構内や列車内に張り出される停車駅案内図は本線全線と一般列車の直通運転先を記載しており、神奈川県の東急・中央林間駅から福島県の会津鉄道・会津田島駅まで1都6県5社15路線232駅を一枚に収めた濃密なものとなっている。
- 路線数：10
- 総距離：377.4キロメートル（営業キロ）
- 駅数：159

### 構成路線

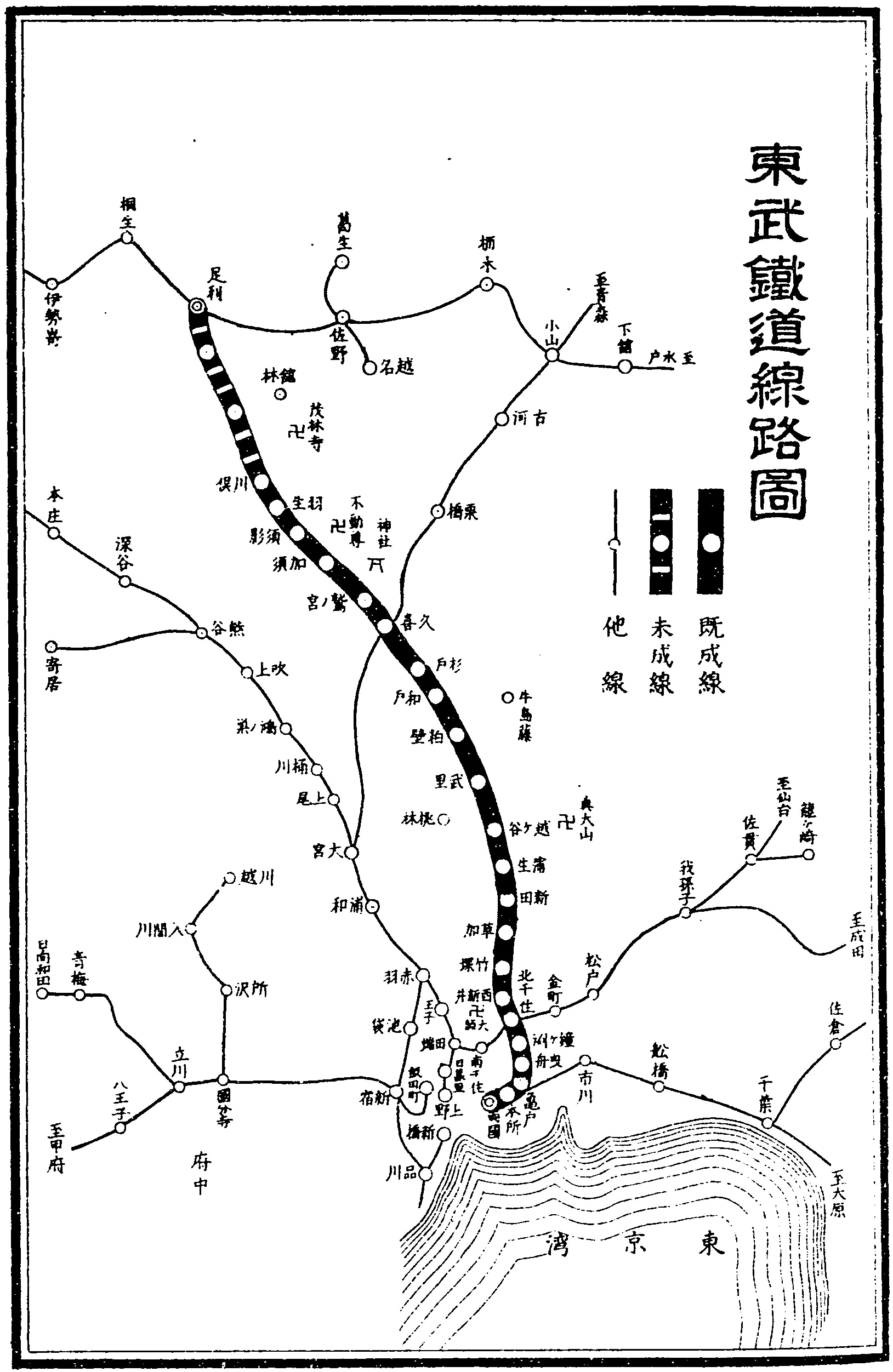
東武鉄道株式会社 1906年の路線図

- 伊勢崎線（浅草・押上 - 東武動物公園間の愛称は「東武スカイツリーライン」）
  - 亀戸線
  - 大師線
    - 西板線（未成線。東上本線と接続する予定であったものの、同線は本線系に属する計画であった）

  - 佐野線
  - 小泉線
  - 桐生線
- 日光線
  - 宇都宮線
  - 鬼怒川線
- 野田線（愛称「東武アーバンパークライン」）

### 廃止路線
- 矢板線
- 大谷線
- 大叶線
- 会沢線
- 徳川河岸線
- 仙石河岸線

なお、かつて存在していた熊谷線や伊香保軌道線、日光線と接続していた日光軌道線とその日光軌道線と接続していた日光鋼索鉄道線、及び未成線の渋川線は本線系並びに東上線系のいずれにも属さない独立路線としての位置付けであった。
また、かつては西板線が本線系と東上線系とを連絡する路線として計画されていた（西板線は本線に属する予定であった）が、実現には至らなかった。両系統路線群間での車両の転属回送経路としても計画されていた西板線が未成に終わったことから、両系統路線群を接続する路線を有していないため、本線と東上線との間で車両を輸送する場合は、秩父鉄道秩父本線が使われている。

## 列車種別
本線の列車種別体系は東上線とは異なる。現行の定期列車種別は次の通り。この他「AIZUマウントエクスプレス」号は一応「快速」であるが、東武線内に通過駅はない。亀戸、大師、小泉、宇都宮線には現在普通列車以外の設定がない。
- 特別急行（特急）
要特急料金。伊勢崎、佐野、桐生、日光、鬼怒川で運行。
- 急行
伊勢崎、日光、野田線で運行。
- 区間急行
伊勢崎、日光、野田線で運行。
- 準急
伊勢崎、日光線で運行。
- 区間準急
伊勢崎、日光線で運行。
- 普通

### 廃止された列車種別
- 急行
要急行料金のもの。2006年改正で廃止。現在でいう特急の範疇だが、スペーシアよりも格下の車両（300系等）を使用。伊勢崎、佐野、桐生、日光、鬼怒川、宇都宮線で運行。
- 快速急行
座席指定。2002年改正で廃止。快速の上位。快速車両を使用。浅草駅 - 鬼怒川線方面。
- 快速
2017年改正で廃止。区間快速の上位。料金不要であるが中距離仕様のトイレ付きセミクロスシート車（6050系等）を使用。浅草駅 - 鬼怒川線方面。
- 区間快速
2017年改正で廃止。現・急行の上位。快速車両を使用。浅草駅 - 鬼怒川線方面。

また、現在の伊勢崎線関係の区間急行のルーツである旧・準急は停車パターンにより「準急A」（通過タイプ）と「準急B」（停車タイプ）の2つがあった（車体表示はいずれも「準急」）。